# 萨尔图-杜隆特拉
萨尔图-杜隆特拉是巴西巴拉那州的一个市镇。总面积313.29平方公里，总人口12832人，人口密度41人/平方公里。